# David Nicolle
David Nicolle (ur. 4 kwietnia 1944 w Londynie) – brytyjski historyk mediewista i publicysta specjalizujący się w historii wojen średniowiecza, wyprawach krzyżowych i wojnie stuletniej.

## Życiorys
David Nicolle pracował dla BBC Arabic, zanim uzyskał tytuł magistra na SOAS, jednej z 18 uczelni wyższych Uniwersytetu Londyńskiego. Uzyskał tytuł doktora na Uniwersytecie Edynburskim. Wykładał sztukę i architekturę na Uniwersytecie Yarmouk w Irbid w Jordanii. Był także członkiem rady redakcyjnej „Medieval History Magazine”.

## Wybrane publikacje
- Arms and Armour of the Crusading Era, New York 1988.
- Arms and Armour of the Crusading Era 1050-1350: Western Europe and the Crusader States, London 1999.
- Arms and Armour of the Crusading Era 1050-1350: Islam, Eastern Europe and Asia, London 1999.
- Early Medieval Islamic Arms and Armour, Instituto de Estudios Sobre Armas Antiguas, Madrid 1976.
- Medieval Knights.  See Through History, London 1997.
- Medieval Warfare Source Book.  Volume I: Warfare in Western Christendom, London 1995.
- Medieval Warfare Source Book.  Volume II: Christian Europe and its Neighbours, London 1996.
- The Mongol Warlords: Genghis Khan, Kublai Khan, Hulegu, Tamerlane, Poole 1990.
- (ed) Companion to Medieval Arms and Armour, Boydell and Brewer, Woodbridge 2002.
- Warriors and the Weapons around the Time of the Crusades, Variorum Collected Studies Series, Ashgate, Aldershot 2002.

## Publikacje przetłumaczone na język polski
- Wojny za wiarę. Chrześcijaństwo i dżihad 1000-1500, przeł. Warszawa: Bellona 2008 (ISBN 978-83-11-11418-0).
- Kałka 1223. Najazd Mongołów Czyngis-chana na Ruś, przeł. Tomasz Basarabowicz, Kraków: Wydawnictwo Egis Libron 2008.
- (współautor: Helen Nicholson), Rycerze Boga. Zakon templariuszy i Saraceni, przeł. Kinga Grodner, Warszawa: Bellona 2009.
- (współautorzy: John Haldon, Stephen Turnbull, Upadek Konstantynopola. Podbój Bizancjum przez imperium osmańskie, przeł. Jan Jackowicz, Warszawa: Bellona 2010.
- Bitwa pod Nikopolis 1396, Poznań: Amber Com S.A. 2011.
- Janczarzy, Wydawnictwo Napoleon V, 2017, ISBN 978-83-7889-495-7